# Bonnanaro
Bonnanaro (sardinski: Bunnànnaru) je grad i općina (comune) u pokrajini Sassariju u regiji Sardiniji, Italija. Nalazi se na nadmorskoj visini od 405 metara i ima 977 stanovnika.
 Prostire se na 21,84 km2. Gustoća naseljenosti je 45 st/km2.
Susjedne općine su: Siligo i Torralba.